# Ceres (dvärgplanet)
För andra betydelser, se Ceres.
Ceres (officiell beteckning 1 Ceres, latin Cerēs; symbol: ) var den första asteroiden som upptäcktes, vilket skedde den 1 januari 1801 av prästen och astronomen Giuseppe Piazzi. Den ansågs fram till 1850-talet vara en planet. Den räknas sedan den 24 augusti 2006 som en dvärgplanet; den enda i det inre solsystemet. Med en diameter på omkring 950 kilometer är Ceres den största och mest massiva asteroiden i asteroidbältet. 
Ceres kan hysa ett lager av flytande vatten under isen på dess yta. I januari 2014 upptäcktes utsläpp av vattenånga från flera områden på Ceres. Detta var något oväntat, eftersom stora kroppar i asteroidbältet vanligtvis inte avger ånga, ett kännetecken för kometer.
Rymdsonden Dawn gick in i omloppsbana runt Ceres den 6 mars 2015 och har tagit avsevärt mer högupplösta bilder än vad som tidigare varit möjligt. En ljuspunkt som har setts på tidigare Hubble-bilder framträdde på ett av foto taget av Dawn den 19 februari som två distinkta fläckar med hög reflektionsförmåga inuti en krater. Detta ledde till spekulationer om en möjlig isvulkan. Emellertid meddelade en bedömare vid NASA den 3 mars 2015 att observationen är förenlig med högreflekterande material som innehåller is eller salter, och att en isvulkan är en osannolik förklaring.

## Namn
Ursprungligen gavs himlakroppen namnet Ceres Ferdinandea baserat på den mytologiska figuren Ceres (romersk gudinna för växter och moderlig kärlek) och kung Ferdinand III av Sicilien (även känd som kung Ferdinand IV av Neapel och kung Ferdinand I av de Bägge Sicilierna). Kungadömet Neapel hade år 1798 erövrats av Frankrike, och kung Ferdinand hade gått i landsflykt till Palermo. Namnet "Ferdinandea" var inte acceptabelt för andra länder vid den tiden och övergavs. Ceres kallades även Hera under en kort tid i Tyskland.

## Upptäckt

Ceres omloppsbana

Ceres upptäcktes av en slump på nyårsdagen 1801 vid observatoriet i Palermo då Piazzi sökte efter en stjärna vid namn Mayer 87 i en lista av Francis Wollaston. Stjärnan fanns inte på den, av Mayers, katalog med angivna positioner för zodiaker (så småningom uppdagades att Wollaston hade gjort ett misstag, stjärnan han angivit var Lacaille 87). Istället för stjärnan fann Piazzi ett rörligt stjärnliknande objekt som han först trodde var en komet.
Piazzi fortsatte att observera Ceres till den 11 februari då han hindrades att fortsätta på grund av sjukdom. Han hade inte berättat för någon om sin upptäckt och Ceres försvann på sin bana då den skymdes av solen. För att återfinna asteroiden utvecklade Carl Friedrich Gauss minstakvadratmetoden, och utifrån Piazzis 24 observationer, som täckte ungefär 9° av Ceres omloppsbana, och antagandet att banan var ett kägelsnitt tog han fram en trolig omloppsbana för Ceres.
Metoden visade sig fungera då Ceres blev återfunnen året efter av de tyska astronomerna Franz Xaver von Zach och Heinrich Wilhelm Olbers på just den position där Gauss förutsagt. Johann Elert Bode trodde att Ceres var den saknade planet som han räknat ut skulle finnas mellan Mars och Jupiters banor. Ceres fick en planet-symbol och förblev i många år angiven som en av planeterna i astronomiböcker. Ceres visade sig dock vara en besvikelse; den var för liten. Sir William Herschel myntade då termen asteroid för att beskriva den.

## Fysiska egenskaper

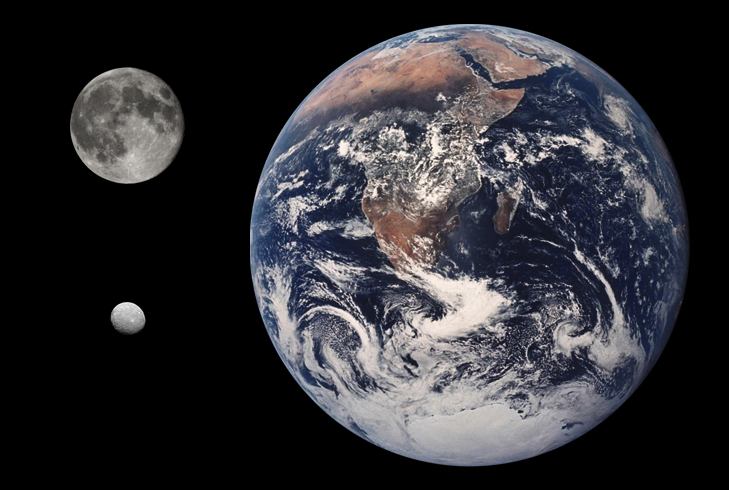
Ceres (nere till vänster), Månen och Jorden, visad i skala.

Ceres är det största kända objektet i Asteroidbältet, det bälte som ligger mellan Mars och Jupiter, och utgör Asteroidbältets större objekt tillsammans med Pallas, Juno och Vesta. Objekten i Asteroidbältet är inte lika stora som de kända objekten i Kuiperbältet (såsom Pluto, Quaoar, Orcus, Eris och möjligen även Sedna).
Ceres är ovanlig som asteroid i och med att dess storlek och massa är tillräckliga för att ge den en närmast sfärisk form, likt en planet. Därför är den klassificerad som en dvärgplanet i dag. Stora asteroider så som 3 Juno och 4 Vesta är kända för att ha en distinkt oregelbunden form, dock verkar även 10 Hygiea vara sfärisk och Vesta kan ha varit sfärisk innan dess stora kratrar uppstod.
Från jorden varierar Ceres skenbara magnitud mellan 6,7 och 9,3, och ljusstyrkan är därmed för svag för att den ska kunna ses med blotta ögat, förutom vid extremt mörk himmel och nära avstånd. 
Med en massa på 9,45 (± 0,04)×1020 kg, uppgår Ceres till en tredjedel av den totala massan (2,3×1021 kg) av alla asteroider i solsystemet (vilket ändå inte är mer än 3 procent av månens massa). Ceres förmodas ha en stenig kärna och isig mantel. 
Det finns vissa indikationer på att Ceres yta är varm och att det kan finnas en tunn atmosfär och frost. Asteroiden består till 7–8% av vatten. Den kratertäckta ytan tros bestå av en blandning av vattenbaserad is och karbonat- och lermineral. 

## Rymdsonder
Den enda rymdfarkost som har besökt Ceres är rymdsonden Dawn som sattes i omloppsbana runt Ceres den 6 mars 2015. Den hade dessförinnan utforskat asteroiden Vesta och fortsatte mot Ceres den 4 september 2012.